# Lac Buttermere
Pour les articles homonymes, voir Buttermere.
Le lac Buttermere est un lac du parc national du Lake District en Cumbria, au Royaume-Uni.

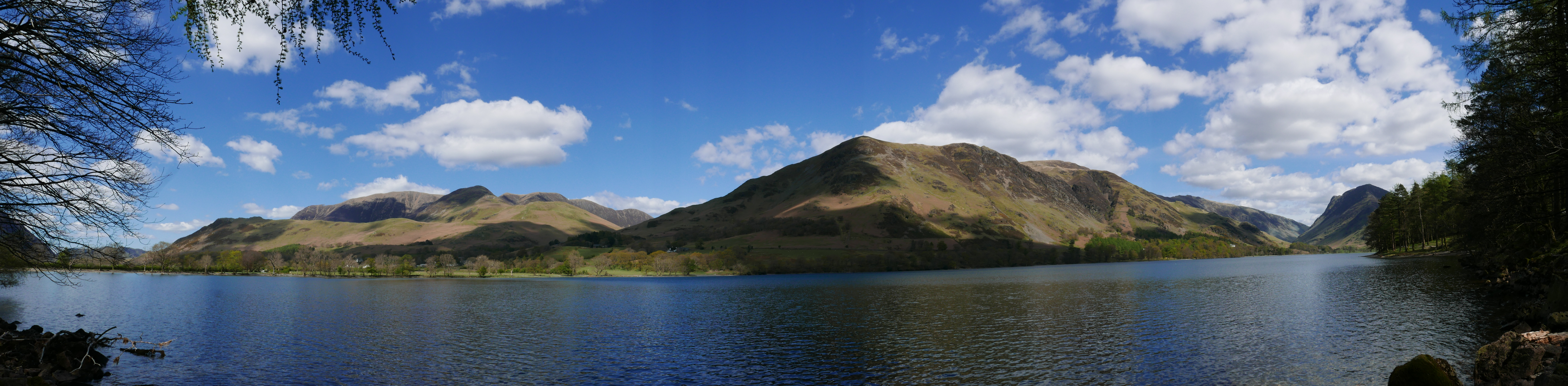
Montagnes environnantes, autour du lac de Buttermere. Le lac se situe à une altitude de 104 mètres.

## Représentation

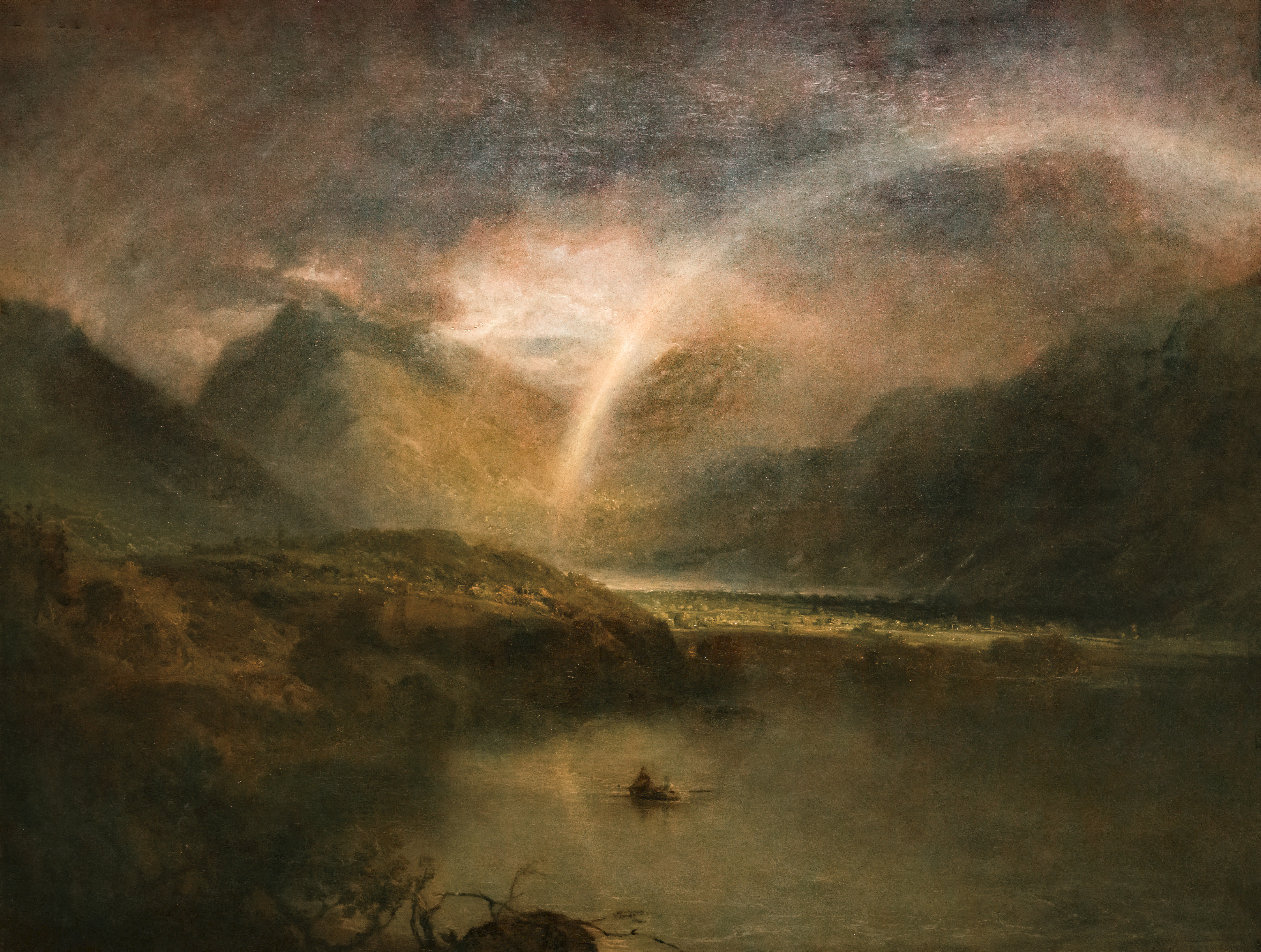
Lac Buttermere
avec une partie de Cromackwater, une averse
William Turner, 1798
Tate Britain, Londres

Le peintre William Turner présenta en 1798 à la Royal Academy, une huile sur toile représentant le lac, avec plusieurs autres sujets du nord de l'Angleterre, où il avait voyagé l'année précédente.  Ce tableau intitulé Lac Buttermere, avec une partie de Cromackwater, Cumberland, une averse, est basé sur une étude réalisée dans son carnet de croquis à l'aquarelle, pour montrer les conditions orageuses dont il a vraisemblablement été témoin. Il y avait écrit «Noir» à la surface du lac.

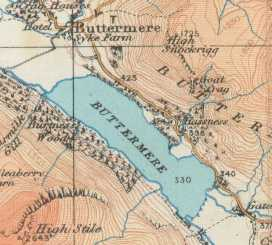
Lac Buttermere